# Вентурини, Джанкарло
Джанкарло Вентурини (итал. Gian Carlo Venturini; род. 25 февраля 1962, Сан-Марино, Сан-Марино) — политический деятель Сан-Марино. Дважды капитан-регент Сан-Марино с 1 октября 1996 по 1 апреля 1997 года вместе с Маурицио Раттини и с 1 апреля по 1 октября 2021 года, избран вместе с Марко Николини.

## Биография
Джанкарло Вентурини родился в столице Сан-Марино 25 февраля 1962 года. В 1984 году закончил Урбинский университет. С 1986 года он является членом Сан-Маринской христианско-демократической партии, а с 1997 года по 2002 год и с 2007 по 2008 год был заместителем секретаря этой партии.
Член Большого генерального совета с 1993 года.
С 1 октября 1996 года по 1 апреля 1997 года в первый раз занимал должность капитана-регента. Во второй раз он был избран почти через четверть века в марте 2021 года. Вступил в должность 1 апреля 2021 года и занимал этот пост в течение шести месяцев.

## Награды
- Большой крест с цепью ордена «За заслуги перед Итальянской Республикой» (16 июня 2021 года, Италия)[2]